# Дебайетс, Николя
Николя́ Дебайе́тс (фр. Nicolas Desbaillets; род. 5 июля 1989) — швейцарский кёрлингист.

## Карьера
В составе мужской сборной Швейцарии участник зимней Универсиады 2015.
Играет на позиции второго.

## Команды
| Сезон   | Четвёртый        | Третий           | Второй           | Первый        | Запасной                            | Турниры           |
| ------- | ---------------- | ---------------- | ---------------- | ------------- | ----------------------------------- | ----------------- |
| 2015    | Рогер Гулька     | Ким-Ллойд Скибос | Даниэль Шифферли | Рене Изели    | Николя Дебайетс тренер: Pascal Hess | ЗУ 2015 (8 место) |
| 2015—16 | Ким-Ллойд Скибос | Adrian Laubscher | Николя Дебайетс  | Valentin Loup |                                     |                   |
| 2016—17 | Adrian Laubscher | Ким-Ллойд Скибос | Николя Дебайетс  | Valentin Loup |                                     |                   |

(скипы выделены полужирным шрифтом)